# Miss Guinée
Pour les articles homonymes, voir Miss.
Miss Guinée est un concours de beauté destiné aux Guinéennes âgées de 18 à 25 ans et mesurant au minimum 1,70 m. Ce concours ouvre droit, pour la gagnante, au titre annuel du même nom. Créé en 1986 puis suspendu en 1987 pour reprendre en 2008, il est suspendu deux ans en 2017 et 2018. Ce concours est diffusé à la télévision à chaque édition.

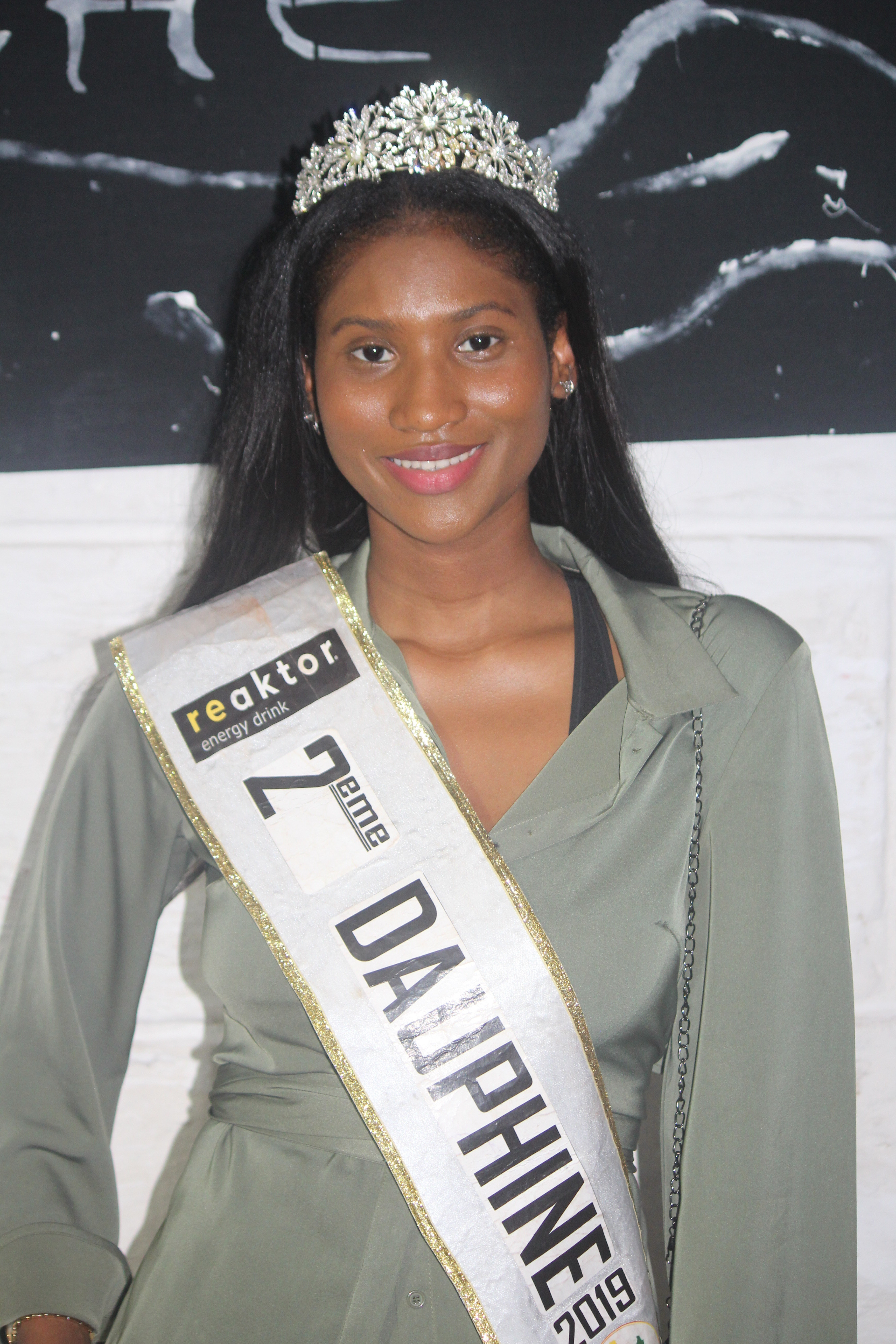
Saran Bah, 2e dauphine de Miss Guinée 2019.

L'actuel Miss Guinée 2024 est Tiguidanké Bérété et la « commission d’organisation de Miss Guinée » est une association présidée par Aminata Diallo.

## Processus d’élection et règlement
La finale, qui se tient au cours d’une cérémonie nationale, diffusée en direct en soirée à la télévision, consiste à faire élire par un jury composé de personnalités artistiques, sportives ou médiatiques et par les votes des téléspectateurs celle des candidates sélectionnées qui, pendant une année entière, portera le titre de « Miss Guinée ». Les candidates sont les « Miss régionales », choisies pour représenter les régions de Guinée et d'autres compétitions .
Depuis l'élection de Miss Guinée 2019, le processus électoral est le suivant :
- quelques jours avant le jour de la cérémonie nationale, le comité Miss Guinée présélectionne 4 Miss parmi les Miss régionales participantes, selon des critères physiques, d'élocution, de comportement et à la suite de tests de culture générale ; cette présélection de 15 candidates n'est divulguée que pendant le cours de la cérémonie nationale ;
- ensuite, le jury et les téléspectateurs votent à 50 % chacun pour choisir les 4 finalistes parmi les 15 candidates ayant été présélectionnées ;
- puis, seul le vote des téléspectateurs permet de classer les 4 finalistes restantes et ainsi de désigner la « Miss Guinée » et ses 2 dauphines.

Pour devenir Miss Guinée, il faut impérativement :
- être de sexe féminin ;
- être née de nationalité guinéenne ;
- avoir un âge compris entre 18 et 24 ans à la date du 1er novembre de l'année en cours ;
- être célibataire;
- mesurer au minimum 1,70 m ;
- posséder un casier judiciaire vierge.

Il ne faut pas :
- avoir posé partiellement ou totalement dénudée ou promouvoir des activités érotiques ;
- être tatouée (sauf tatouage discret) et/ou percée.

La première élection de Miss Guinée a lieu en 1986 et couronne Kadiatou Seth Conté.

## Critiques
À l'instar d'autres concours de beauté, Miss Guinée peut refléter certains débats sur le féminisme, la représentation des femmes, l'objectivation du corps féminin ou encore la promotion d'une beauté standardisée. 
En 2019, la "Miss" Mariam Touré affirme que les femmes doivent fermer les jambes et ouvrir la tête.

## Palmarès des Miss Guinée depuis 1986
| Année | Portrait | Prénom, Nom                       | Région représentée | Résidence | Lieu de nomination | Commentaires |
| ----- | -------- | --------------------------------- | ------------------ | --------- | ------------------ | ------------ |
| 1987  |          | Hadja Kadiatou Seth Conté (°?-†?) |                    |           |                    |              |

| Année | Portrait       | Prénom, Nom                 | Région représentée | Résidence | Commentaires                                                          | 1re dauphine             | 2e dauphine            |
| ----- | -------------- | --------------------------- | ------------------ | --------- | --------------------------------------------------------------------- | ------------------------ | ---------------------- |
| 2008  | Fatoumata Anne | Hann Fatoumata (°?-†?)      |                    | inconnu   | Elle a terminé 2e dauphine de Miss Cédéao 2008                        | Aissatou Diallo          | Fatim Karel Touré      |
| 2009  |                | Ary Sidibé (°?-†?)          |                    | Conakry   | Élue Miss Afrique Montréal 2014                                       |                          |                        |
| 2010  |                | Fatoumata Kandé (°?-†?)     |                    | Conakry   |                                                                       | Fatoumata Binta Bah      | Tiguidanké Camara      |
| 2011  |                | Salematou Keita (°?-†?)     |                    | Conakry   |                                                                       | Mariame Diallo Diallo    | Awaba Kaba             |
| 2012  |                | Koulako Kaba (°?-†?)        |                    |           |                                                                       | Aminata Kourouma         | Kadiatou Bah           |
| 2013  |                | Pas d'élection              |                    | Conakry   |                                                                       | -                        | -                      |
| 2014  |                | Halimatou Diallo (1993-†?)  |                    | Conakry   | Elle a terminé 2e dauphine de Miss Guinée Maroc 2019                  | Mariama Ciré Bah         | Clémence Lamah         |
| 2015  |                | Mama Aïssata Diallo (°?-†?) |                    | Conakry   |                                                                       | Safiatou Diallo          | Yéro Bah               |
| 2016  |                | Safiatou Baldé (°?-†?)      | Conakry            | Conakry   |                                                                       | Aissatou Djiguera Camara | Hawa Keita             |
| 2017  |                | Asmaou Diallo (°?-†?)       | Conakry            | Conakry   | Élue Miss Africa Continent 2017 et Miss Pan African Queen 2018        | Marie Angel Camara       | Bah Fatouma Djariou    |
| 2018  | -              | Pas d'élection              | -                  | -         | Incident avec le ministère de la culture qui avait suspendu le Comité | -                        | -                      |
| 2019  |                | Mariame Touré (°1998-†?)    | Conakry            | Conakry   |                                                                       | Hawa Askia Camara        | Saran Bah              |
| 2023  |                | Saran Kourouma (°?-†?)      |                    | Conakry   |                                                                       | Hadja Kadiatou Condé     | Aïssatou Dioumo Diallo |
| 2024  |                | Tiguidanké Bérété (°?-†?)   |                    | Conakry   |                                                                       | Youssouf Baldé           | Aicha Traoré,          |

## Lieux de nomination
Cette liste recense les lieux de nomination connus où ont eu lieu les élections de Miss Guinée.

## Palmarès par régions représentées en 2019 depuis 1920

### Palmarès par région administrative
Le tableau ci-dessous récapitule le nombre de victoires par région administrative guinéen, dont les dernières modifications datent du 1er janvier 2019. L'exposant « [A] » signifie un abandon de la Miss Guinée élue, le « [D] » indique une destitution tandis que le « [R] » évoque la Miss qui a été désignée pour la remplacer.

## Représentation de la Guinée aux concours internationaux majeurs

### Meilleurs classements àMiss CEDEAO
- 2008: 2e dauphine Miss CEDEAO - Hann Fatoumata, Miss Guinée 2008
- 2012 : Miss CEDEAO - Mariama Diallo

### Autres
- 2015: 2e dauphine Miss Fespam - Halimatou Diallo, Miss Guinée 2014
- 2016: 2e dauphine Miss Naïades - Awa Keita, 2e dauphine de Miss Guinée 2016
- 2017 :Miss Africa Continent - Asmaou Diallo, Miss Guinée 2017
- 2018: Miss Pan African Queen - Asmaou Diallo, Miss Guinée 2017
- 2018 : Miss Grand Sumu - Diariou Bah, 1re dauphine de Miss Guinée 2017

## Faits marquants
À la suite de leur participation au concours, certaines Miss Guinée ont été candidates pour des émissions de divertissement ou des programmes de télé-réalité 

## Produits dérivés
La marque Miss Guinée a été associée à de nombreux produits dérivées : lunettes, livres de conseil beauté, etc.

## Dans la culture
Ce concours de beauté fait l'objet des tubes de musique